# Johannelund (tunnelbanestation)
Johannelund är en tunnelbanestation i stadsdelen Vinsta i Västerort i Stockholms kommun. Stationen trafikeras av T-bana (gröna linjen) och ligger mellan stationerna Vällingby och Hässelby gård. Den ligger väster om Bergslagsvägen och norr om Bergslagsplan och togs i bruk den 1 november 1956. Avståndet till stationen Slussen är 17 kilometer.
Stationen byggdes som en så kallad "industristation" med begränsat öppethållande och två sidoplattformar i stället för den i Stockholm gängse mittplattformen. Det är den enda stationen i Stockholms tunnelbana som är byggd på detta sätt. Fram till oktober 1997 var stationen endast öppen under högtrafik och helt stängd på helger. Det industriområde som tidigare kallades Johannelund heter numera Vinsta företagspark.
Stationen är tillsammans med bland annat S:t Eriksplan en av få stationer i Stockholms tunnelbana som saknar konstnärlig utsmyckning.
Utanför tunnelbanestation byggs också en tunnel som är en del av förbifart Stockholm. Tanken är att Johannelund ska bli en knutpunkt mellan förbifarten och tunnelbanan.
Det har tidigare även funnits planer på att avgrena gröna linjen vid Johannelund, och att denna nya gren skulle fortsätta mot nordväst, upp mot Hässelby villastad och Lövsta, men dessa planer har skrinlagts.

## Bilder

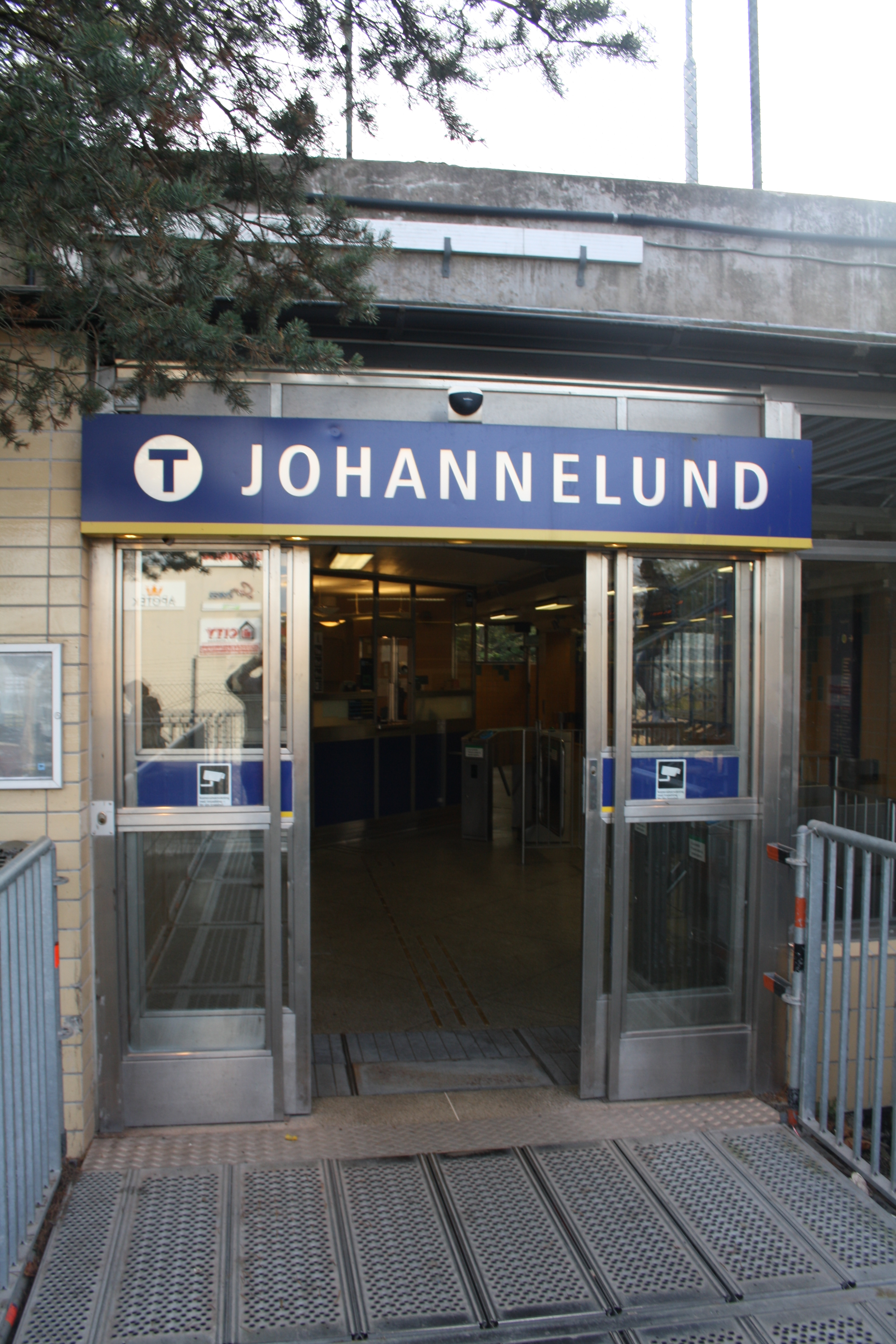
Ingång
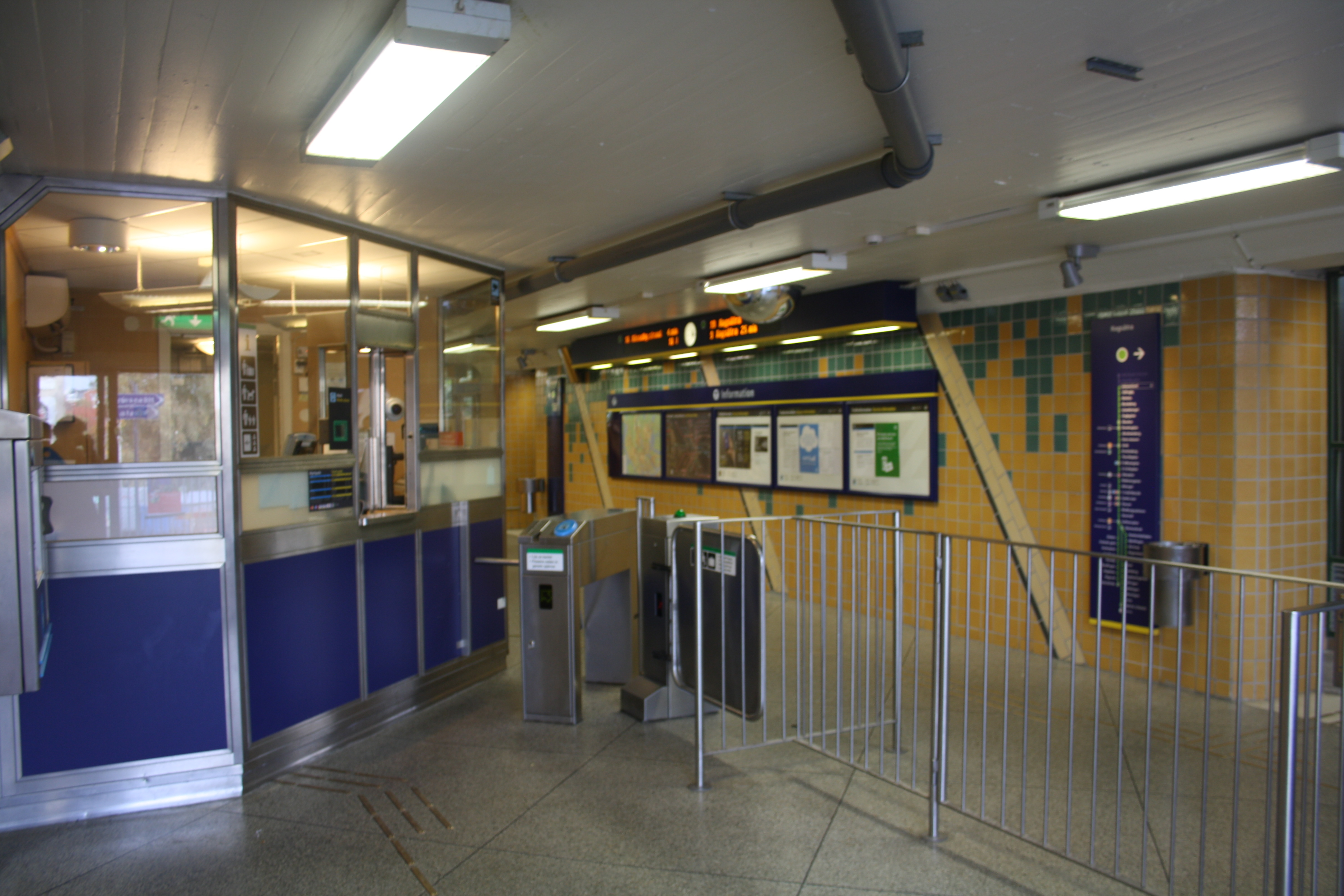
Biljetthallen
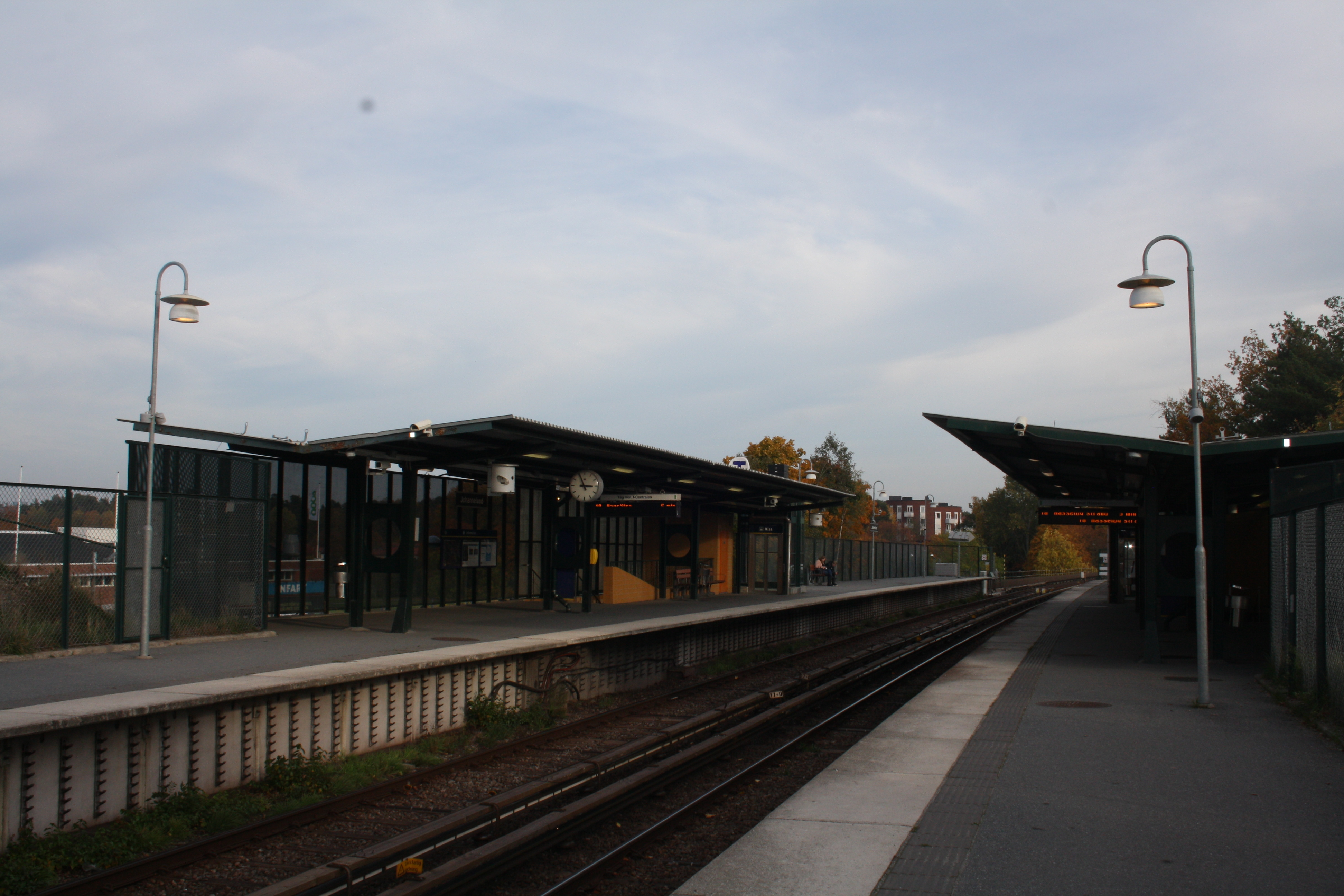
Perrongerna, vy mot Vällingby
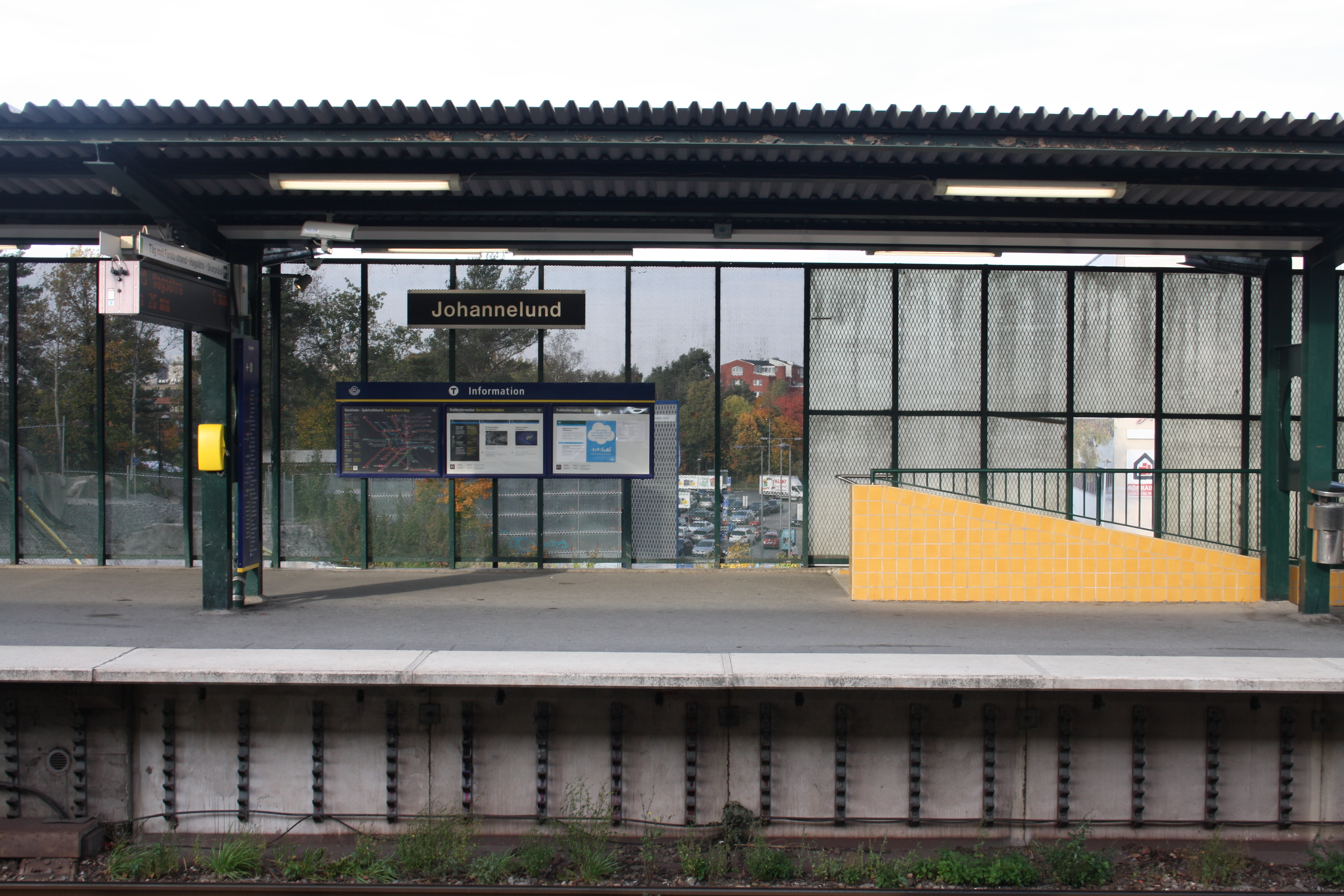
Perrongen för tåg mot Vällingby och Stockholms innerstad